# Guillonville
Pour les articles homonymes, voir Guillon (homonymie).
Guillonville est une commune française située dans le département d'Eure-et-Loir en région Centre-Val de Loire. Elle fait partie d'une zone écologique protégée du réseau Natura 2000. C'est une zone importante pour la conservation des oiseaux de la vallée de la Conie et Beauce centrale.

## Géographie

### Situation

Situation géographique
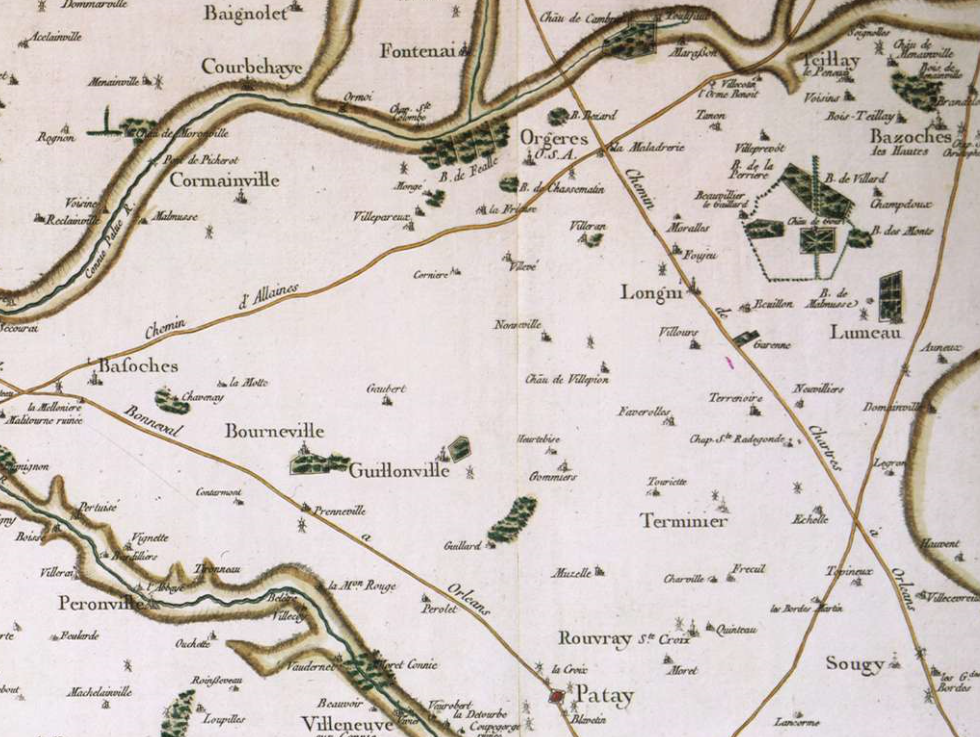
Extrait de la carte de Cassini, 1757.
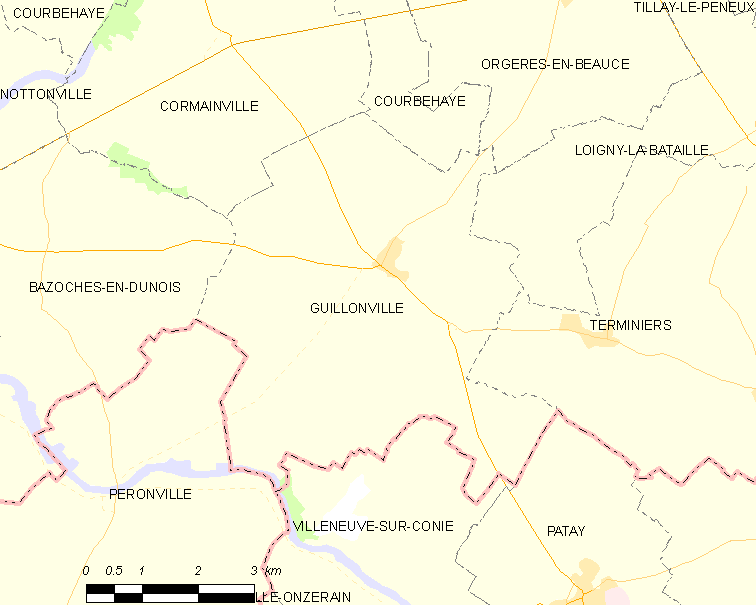
Carte de la commune de Guillonville, 2012.
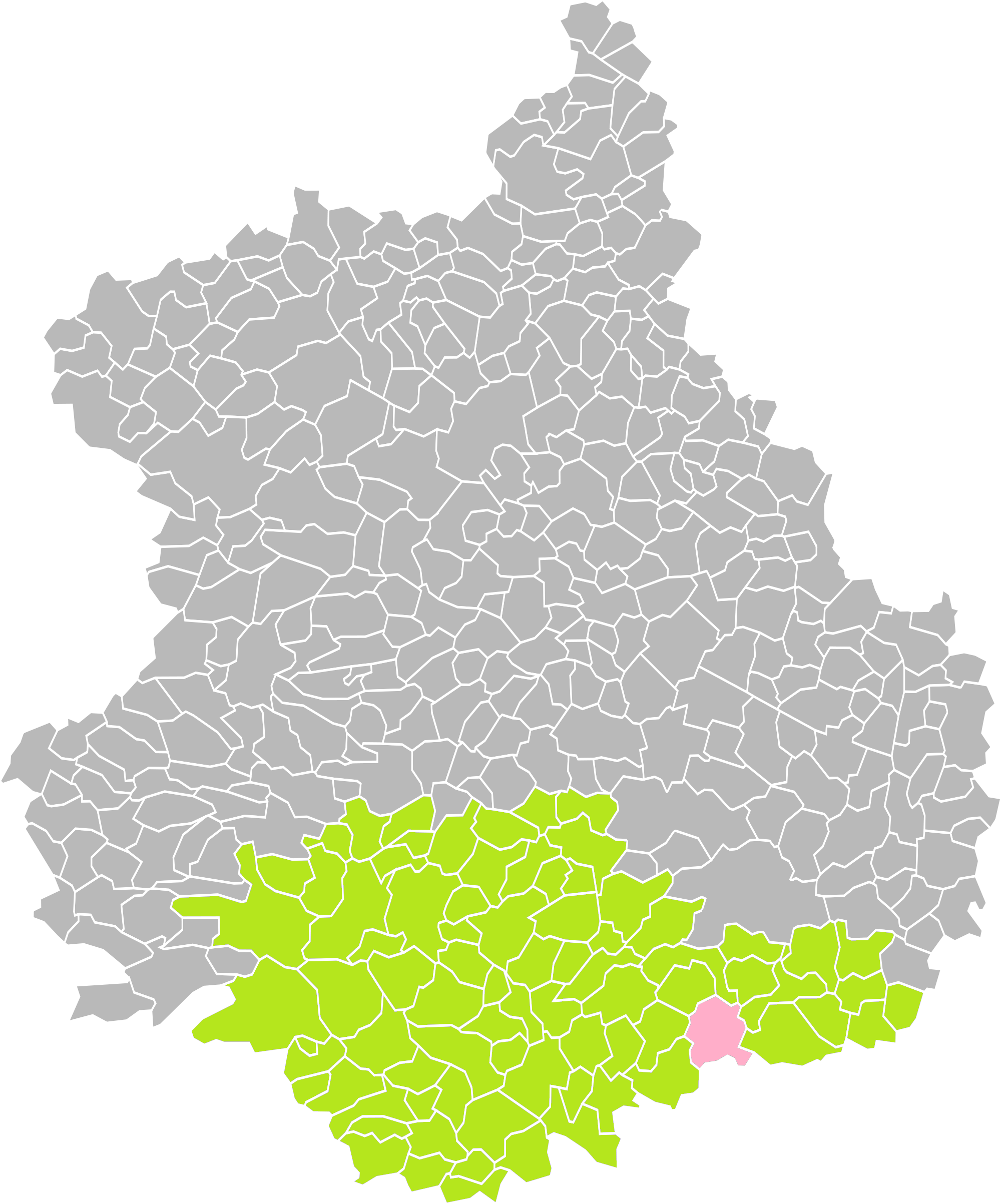
Guillonville dans son arrondissement.

### Communes et département limitrophes
| Cormainville       | Courbehaye                    | Loigny-la-Bataille |
| Bazoches-en-Dunois | Guillonville                  | Terminiers         |
| Péronville         | Villeneuve-sur-Conie (Loiret) | Patay (Loiret)     |

### Climat
Le climat qui caractérise la commune est qualifié, en 2010, de « climat océanique dégradé des plaines du Centre et du Nord », selon la typologie des climats de la France qui compte alors huit grands types de climats en métropole. En 2020, la commune ressort du type « climat océanique altéré » dans la classification établie par Météo-France, qui ne compte désormais, en première approche, que cinq grands types de climats en métropole. Il s’agit d’une zone de transition entre le climat océanique, le climat de montagne et le climat semi-continental. Les écarts de température entre hiver et été augmentent avec l'éloignement de la mer. La pluviométrie est plus faible qu'en bord de mer, sauf aux abords des reliefs.
Les paramètres climatiques qui ont permis d’établir la typologie de 2010 comportent six variables pour les températures et huit pour les précipitations, dont les valeurs correspondent aux données mensuelles sur la normale 1971-2000. Les sept principales variables caractérisant la commune sont présentées dans l'encadré ci-après.
| Paramètres climatiques communaux sur la période 1971-2000 - Moyenne annuelle de température : 10,7 °C - Nombre de jours avec une température inférieure à −5 °C : 2,9 j - Nombre de jours avec une température supérieure à 30 °C : 4,4 j - Amplitude thermique annuelle : 15 °C - Cumuls annuels de précipitation : 653 mm - Nombre de jours de précipitation en janvier : 10,5 j - Nombre de jours de précipitation en juillet : 7,3 j |

Avec le changement climatique, ces variables ont évolué. Une étude réalisée en 2014 par la Direction générale de l'Énergie et du Climat complétée par des études régionales prévoit en effet que la  température moyenne devrait croître et la pluviométrie moyenne baisser, avec toutefois de fortes variations régionales. La station météorologique de Météo-France installée sur la commune et mise en service en 1995 permet de connaître l'évolution des indicateurs météorologiques. Le tableau détaillé pour la période 1981-2010 est présenté ci-après.
| Mois                                  | jan.           | fév.          | mars           | avril         | mai           | juin         | jui.          | août           | sep.           | oct.          | nov.           | déc.             | année     |
| ------------------------------------- | -------------- | ------------- | -------------- | ------------- | ------------- | ------------ | ------------- | -------------- | -------------- | ------------- | -------------- | ---------------- | --------- |
| Température minimale moyenne (°C)     | 1              | 1,3           | 2,7            | 4,7           | 8,5           | 11,1         | 12,8          | 13             | 9,8            | 7,7           | 3,9            | 1,3              | 6,5       |
| Température moyenne (°C)              | 3,6            | 4,7           | 7,4            | 10,2          | 13,9          | 17,2         | 19,2          | 19,3           | 15,7           | 12,1          | 7              | 3,8              | 11,2      |
| Température maximale moyenne (°C)     | 6,3            | 8,2           | 12,2           | 15,8          | 19,4          | 23,3         | 25,6          | 25,7           | 21,6           | 16,6          | 10,2           | 6,3              | 16        |
| Record de froid (°C) date du record   | −14,8 07.01.10 | −17 07.02.12  | −11,5 01.03.05 | −4,7 11.04.03 | 0 14.05.1995  | 2,1 04.06.01 | 5 31.07.15    | 4,5 29.08.1998 | 1,5 14.09.1997 | −5 30.10.1997 | −16,8 30.11.10 | −12,8 29.12.1996 | −17 2012  |
| Record de chaleur (°C) date du record | 14,9 28.01.02  | 20,8 27.02.19 | 24,1 30.03.17  | 28,7 30.04.05 | 32,1 28.05.17 | 37 29.06.19  | 41,5 25.07.19 | 39,8 06.08.03  | 34,2 14.09.20  | 28,4 01.10.11 | 21,1 07.11.15  | 16,7 07.12.00    | 41,5 2019 |
| Précipitations (mm)                   | 48,4           | 40,5          | 44,5           | 50,8          | 56,2          | 44,8         | 58,3          | 47,1           | 40,7           | 60,3          | 60             | 59,6             | 611,2     |

## Urbanisme

### Typologie
Au 1er janvier 2024, Guillonville est catégorisée commune rurale à habitat dispersé, selon la nouvelle grille communale de densité à 7 niveaux définie par l'Insee en 2022.
Elle est située hors unité urbaine. Par ailleurs la commune fait partie de l'aire d'attraction d'Orléans, dont elle est une commune de la couronne,. Cette aire, qui regroupe 136 communes, est catégorisée dans les aires de 200 000 à moins de 700 000 habitants,.

### Occupation des sols
L'occupation des sols de la commune, telle qu'elle ressort de la base de données européenne d’occupation biophysique des sols Corine Land Cover (CLC), est marquée par l'importance des territoires agricoles (97,3 % en 2018), en diminution par rapport à 1990 (98,6 %). La répartition détaillée en 2018 est la suivante : 
terres arables (97,3 %), zones urbanisées (1,9 %), mines, décharges et chantiers (0,4 %), zones humides intérieures (0,3 %), forêts (0,2 %). L'évolution de l’occupation des sols de la commune et de ses infrastructures peut être observée sur les différentes représentations cartographiques du territoire : la carte de Cassini (XVIIIe siècle), la carte d'état-major (1820-1866) et les cartes ou photos aériennes de l'IGN pour la période actuelle (1950 à aujourd'hui).

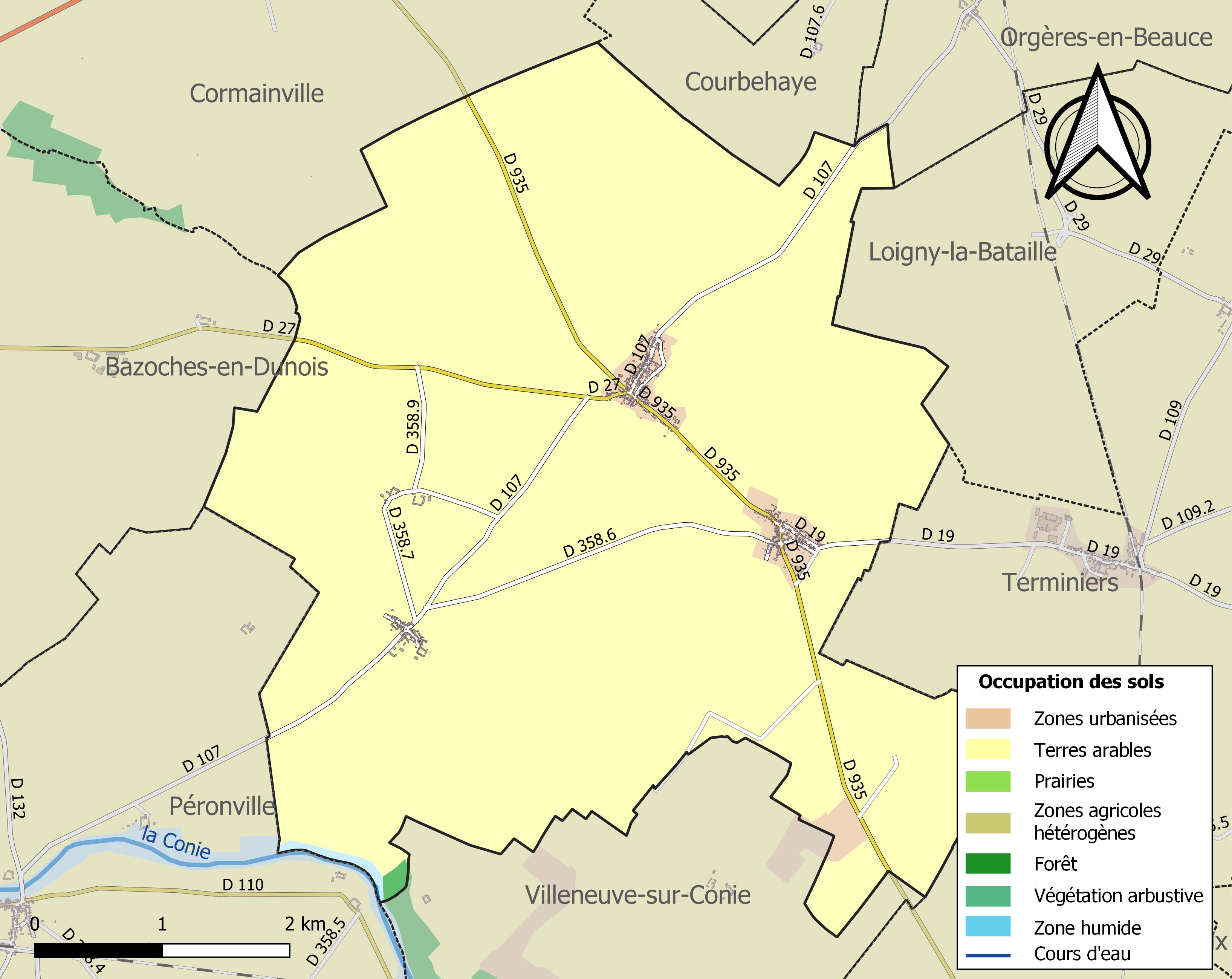
Carte des infrastructures et de l'occupation des sols de la commune en 2018 (CLC).

### Risques majeurs
Le territoire de la commune de Guillonville est vulnérable à différents aléas naturels : météorologiques (tempête, orage, neige, grand froid, canicule ou sécheresse), inondations, mouvements de terrains et séisme (sismicité très faible). Il est également exposé à un risque technologique, le transport de matières dangereuses. Un site publié par le BRGM permet d'évaluer simplement et rapidement les risques d'un bien localisé soit par son adresse soit par le numéro de sa parcelle.

#### Risques naturels
Certaines parties du territoire communal sont susceptibles d’être affectées par le risque d’inondation par débordement de cours d'eau, notamment la Voise. La commune a été reconnue en état de catastrophe naturelle au titre des dommages causés par les inondations et coulées de boue survenues en 1999,.

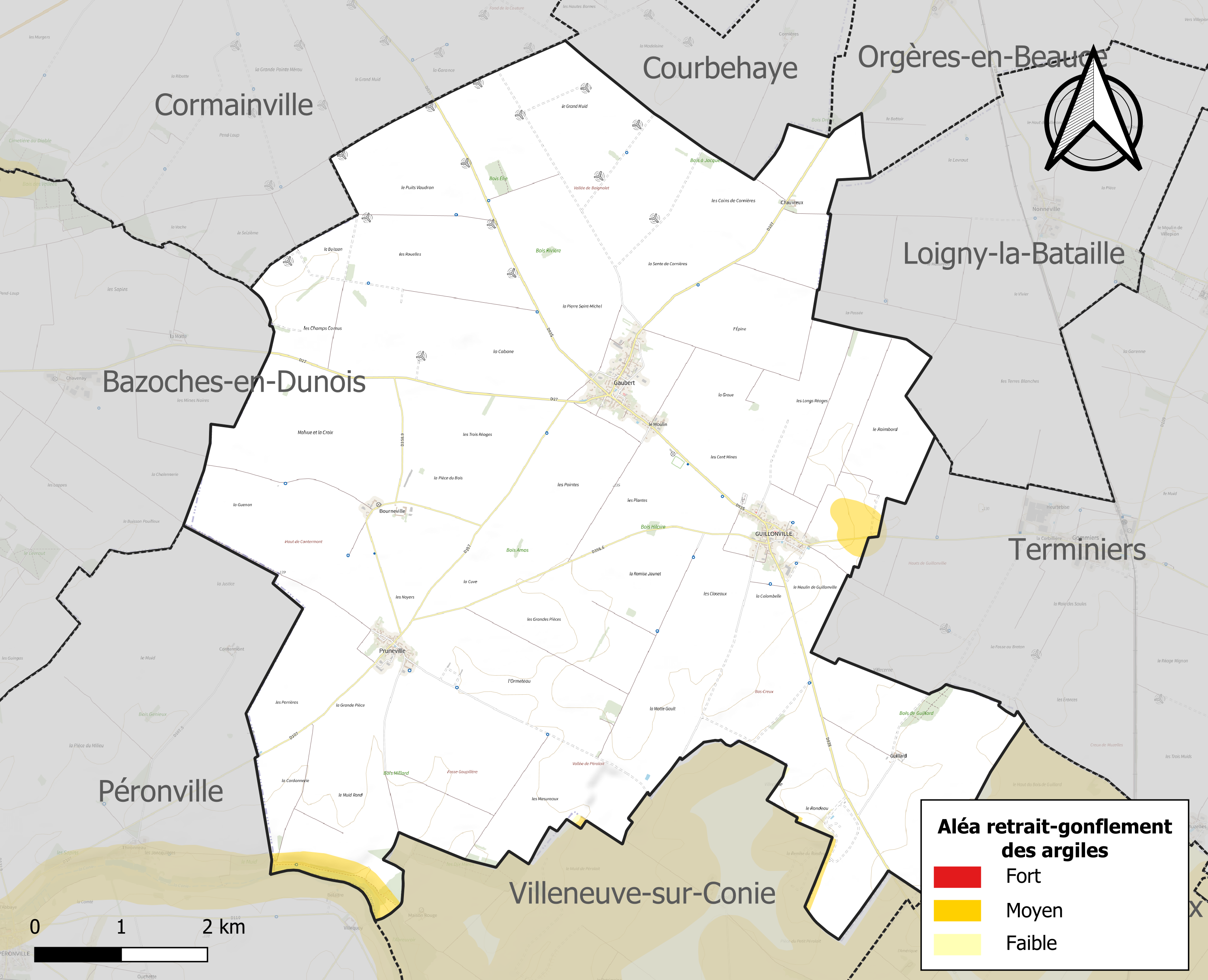
Carte des zones d'aléa retrait-gonflement des sols argileux de Guillonville.

Les mouvements de terrains susceptibles de se produire sur la commune sont des affaissements et effondrements liés aux cavités souterraines. L'inventaire national des cavités souterraines permet de localiser celles situées sur la commune.
Le retrait-gonflement des sols argileux est susceptible d'engendrer des dommages importants aux bâtiments en cas d’alternance de périodes de sécheresse et de pluie. 1,2 % de la superficie communale est en aléa moyen ou fort (52,8 % au niveau départemental et 48,5 % au niveau national). Sur les 236 bâtiments dénombrés sur la commune en 2019, 0 sont en aléa moyen ou fort, soit 0 %, à comparer aux 70 % au niveau départemental et 54 % au niveau national. Une cartographie de l'exposition du territoire national au retrait gonflement des sols argileux est disponible sur le site du BRGM,.
Concernant les mouvements de terrains, la commune a été reconnue en état de catastrophe naturelle au titre des dommages causés par des mouvements de terrain en 1999.

#### Risques technologiques
Le risque de transport de matières dangereuses sur la commune est lié à sa traversée par des infrastructures routières ou ferroviaires importantes ou la présence d'une canalisation de transport d'hydrocarbures. Un accident se produisant sur de telles infrastructures est en effet susceptible d’avoir des effets graves au bâti ou aux personnes jusqu’à 350 m, selon la nature du matériau transporté. Des dispositions d’urbanisme peuvent être préconisées en conséquence.

## Toponymie
- Bas latin Willonis Villa. Willo, nom de personne d’origine germanique, et villa = domaine rural. Le w germanique devient un g dur français. Le nom de la commune provient du nom latinisé Willumvilla (qu’elle portait en 1209), qui a évolué vers Guillonvilla en 1265, Guillonvillier en 1433, et Guillonville par la suite.
- Le hameau de Gaubert portait quant à lui son nom dès 1270, s’étant auparavant appelé Villa Gauberti.
- Bourneville a porté les noms de Borinvilla en 1250, Burnevilla en 1342, jusqu’à porter son nom actuel en 1626.
- Pruneville a vu son nom évoluer du latin Premodis Villa en 1003, Premetis Villa en 1080, pour devenir Premevilla en 1209, Preseinville en 1327, Prenneville en 1486, etc.
- La ferme de Chauvreux a porté quant à elle les noms de Calverosum en 1208 et de Chauvereus en 1270[20].

## Histoire

### Époque contemporaine

#### XIXesiècle
La commune de Guillonville, qui contenait déjà le hameau de Gaubert, a été fusionnée le 22 novembre 1829 sur ordonnance royale de Charles X avec celle de Bourneville, qui recouvrait Pruneville.

## Politique et administration

### Liste des maires
| Période                                  | Période        | Identité               | Étiquette | Qualité       |
| ---------------------------------------- | -------------- | ---------------------- | --------- | ------------- |
| décembre 1919                            | mai 1925       | Albert Parou           |           |               |
| mai 1925                                 | septembre 1929 | Léon Eugène Morize     |           |               |
| septembre 1929                           | juin 1946      | Ernest Sadorge         |           |               |
| juin 1946                                | novembre 1947  | René Edgard Fauconnier |           |               |
| novembre 1947                            | mars 1959      | Denis Guillaumin       |           |               |
| mars 1959                                | mars 1965      | Jean Parou             |           |               |
| mars 1965                                | mars 1989      | Raymond Picault        |           |               |
| mars 1989                                | Mars 2008      | Jean-Pierre Millet     | DVD       |               |
| Mars 2008                                | mai 2020       | Marie-Ange Baron       | SE        | Fonctionnaire |
| mai 2020                                 | En cours       | François Cottin        |           | Agriculteur   |
| Les données manquantes sont à compléter. |                |                        |           |               |

## Population et société

### Démographie
L'évolution du nombre d'habitants est connue à travers les recensements de la population effectués dans la commune depuis 1793. Pour les communes de moins de 10 000 habitants, une enquête de recensement portant sur toute la population est réalisée tous les cinq ans, les populations de référence des années intermédiaires étant quant à elles estimées par interpolation ou extrapolation. Pour la commune, le premier recensement exhaustif entrant dans le cadre du nouveau dispositif a été réalisé en 2006.

En 2022, la commune comptait 463 habitants, en évolution de +4,51 % par rapport à 2016 (Eure-et-Loir : −0,23 %, France hors Mayotte : +2,11 %).
| 1793 | 1800 | 1806 | 1821 | 1831 | 1836 | 1841 | 1846 | 1851 |
| ---- | ---- | ---- | ---- | ---- | ---- | ---- | ---- | ---- |
| 443  | 463  | 483  | 491  | 727  | 869  | 854  | 829  | 870  |

| 1856 | 1861 | 1866 | 1872 | 1876 | 1881 | 1886 | 1891 | 1896 |
| ---- | ---- | ---- | ---- | ---- | ---- | ---- | ---- | ---- |
| 913  | 896  | 905  | 879  | 875  | 865  | 913  | 886  | 785  |

| 1901 | 1906 | 1911 | 1921 | 1926 | 1931 | 1936 | 1946 | 1954 |
| ---- | ---- | ---- | ---- | ---- | ---- | ---- | ---- | ---- |
| 737  | 713  | 715  | 609  | 618  | 605  | 605  | 602  | 600  |

| 1962 | 1968 | 1975 | 1982 | 1990 | 1999 | 2006 | 2011 | 2016 |
| ---- | ---- | ---- | ---- | ---- | ---- | ---- | ---- | ---- |
| 600  | 502  | 463  | 487  | 434  | 419  | 456  | 442  | 443  |

| 2021 | 2022 | - | - | - | - | - | - | - |
| ---- | ---- | - | - | - | - | - | - | - |
| 461  | 463  | - | - | - | - | - | - | - |

## Économie

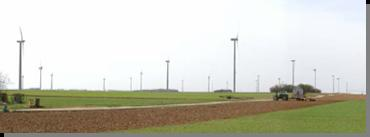
Ferme d'éoliennes à Cormainville, avec 30 Vestas V80-2MW, construites par Volkswind Gmbh en 2006.

### Parc éolien de Cormainville - Guillonville
En 2006, trente turbines Vestas V80, d'une puissance de 2 MW chacune, ont été mises en service par la société Difko sur les communes de Guillonville et Cormainville, développant une puissance totale de 60 MW.

### Parc éolien de Cormainville - Guillonville - Courbehaye
En 2016, sept turbines Nordex N100/2500 d'une puissance de 2,5 MW chacune, ont été mises en service par la société STEAG sur les communes de Guillonville, Cormainville et Courbehaye, développant une puissance totale de 17,5 MW.

## Culture locale et patrimoine

### Lieux et monuments

#### Temple protestant au hameau de Gaubert
Le temple est construit en 1884.

Temple protestant de Gaubert
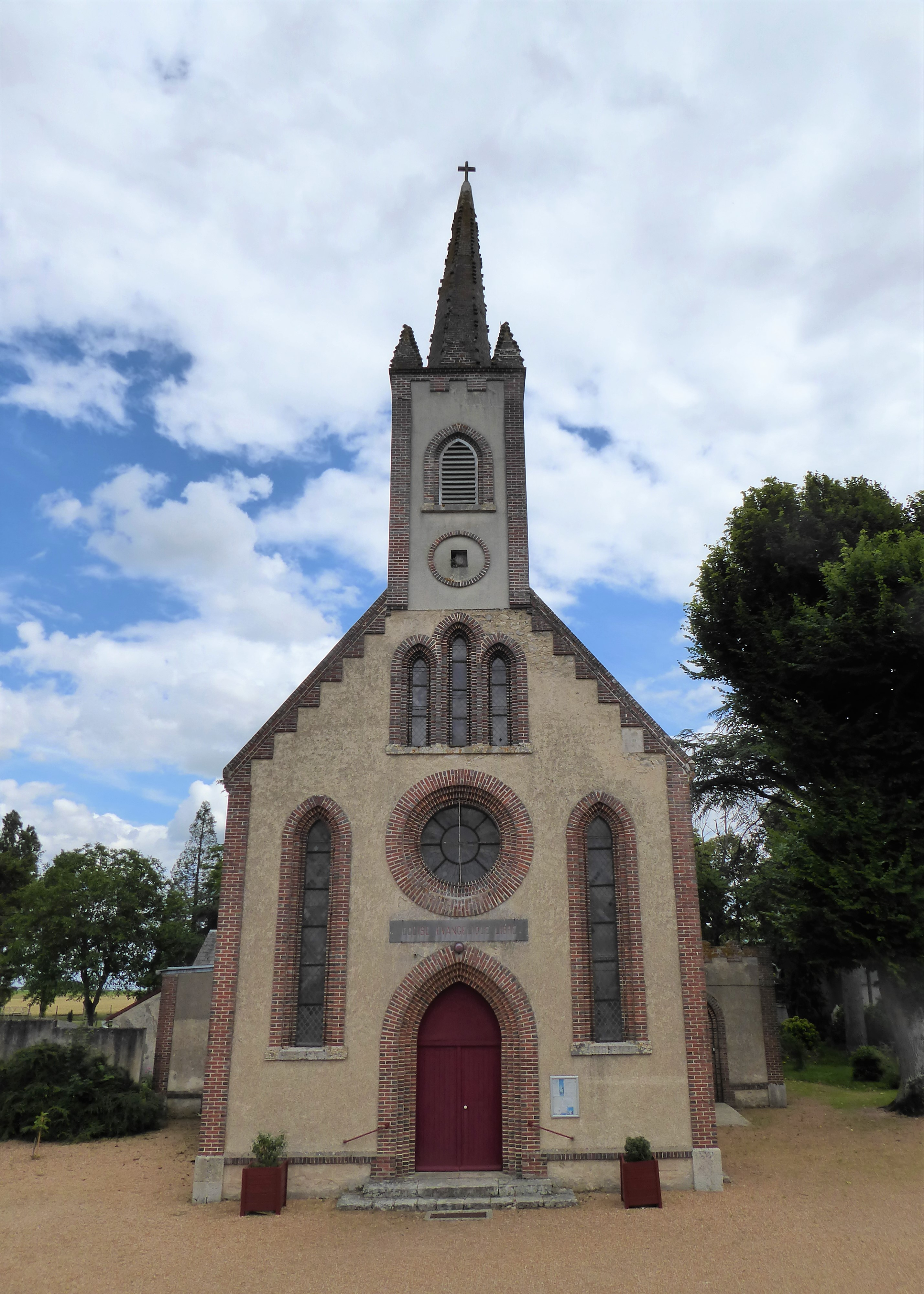
Façade ouest.
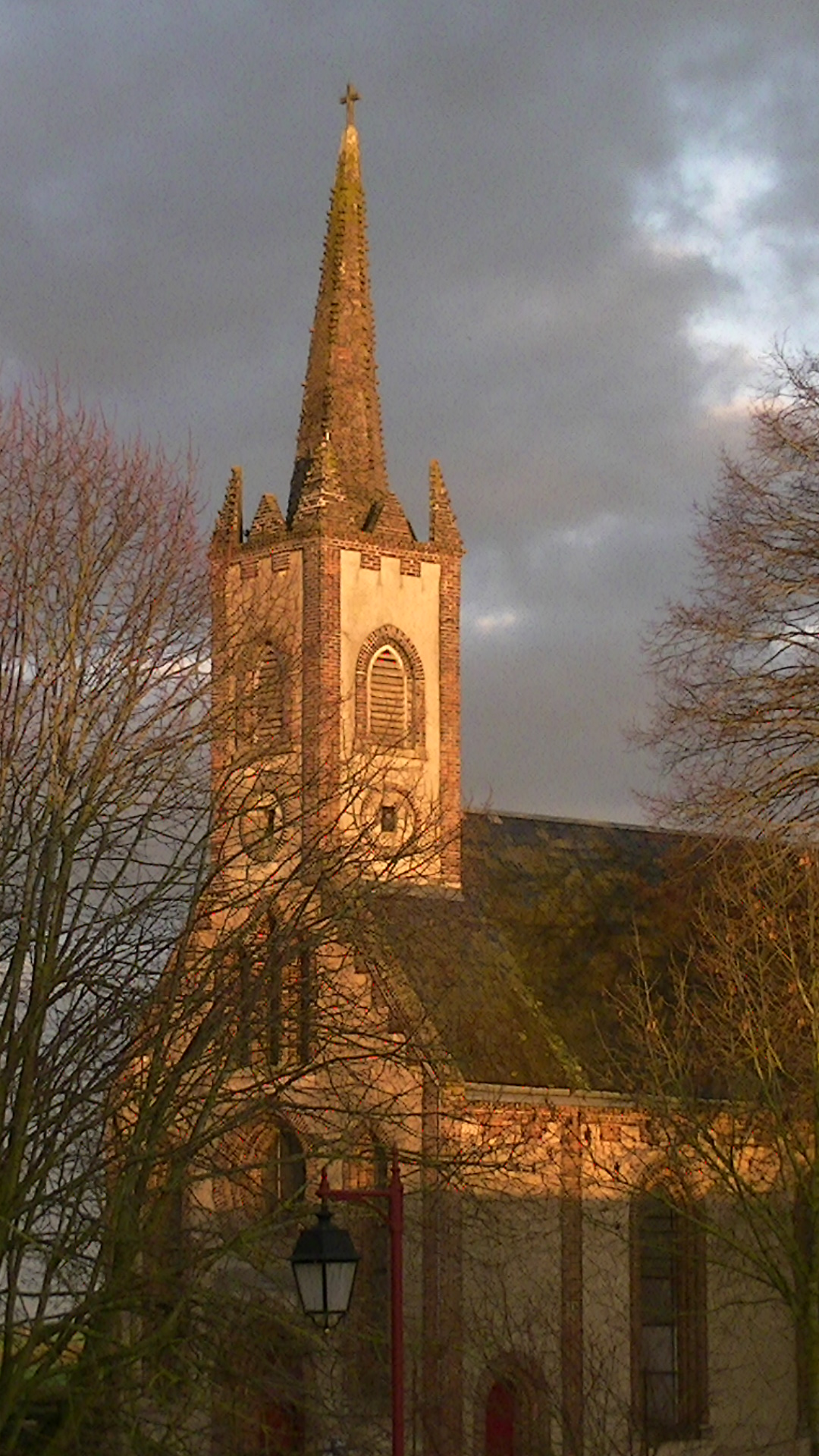
Clocher et mur sud.

#### Église catholique Saint-Pierre et monument aux morts

Église Saint-Pierre et monument aux morts
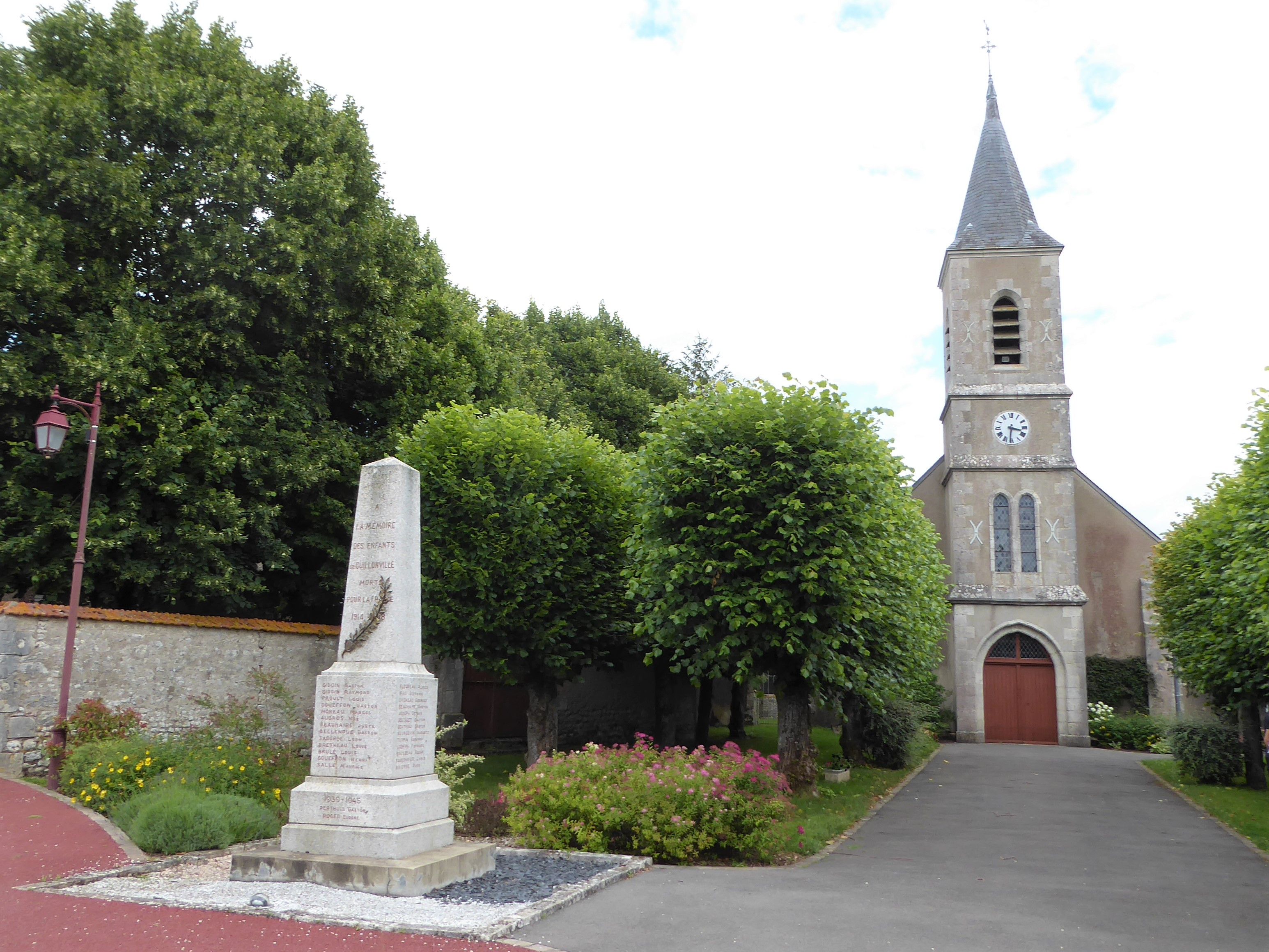
Église Saint-Pierre et monument aux morts.
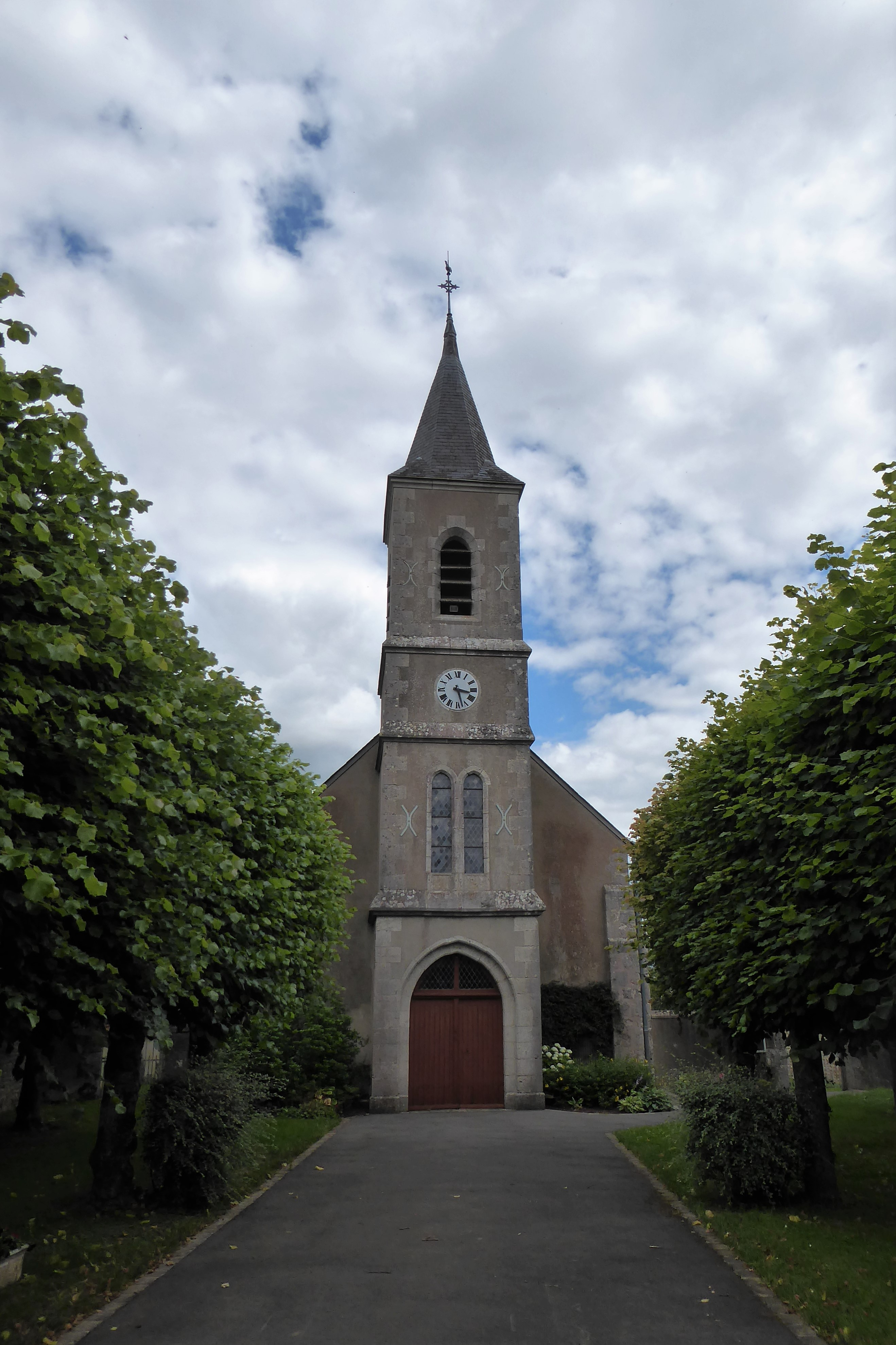
façade ouest.
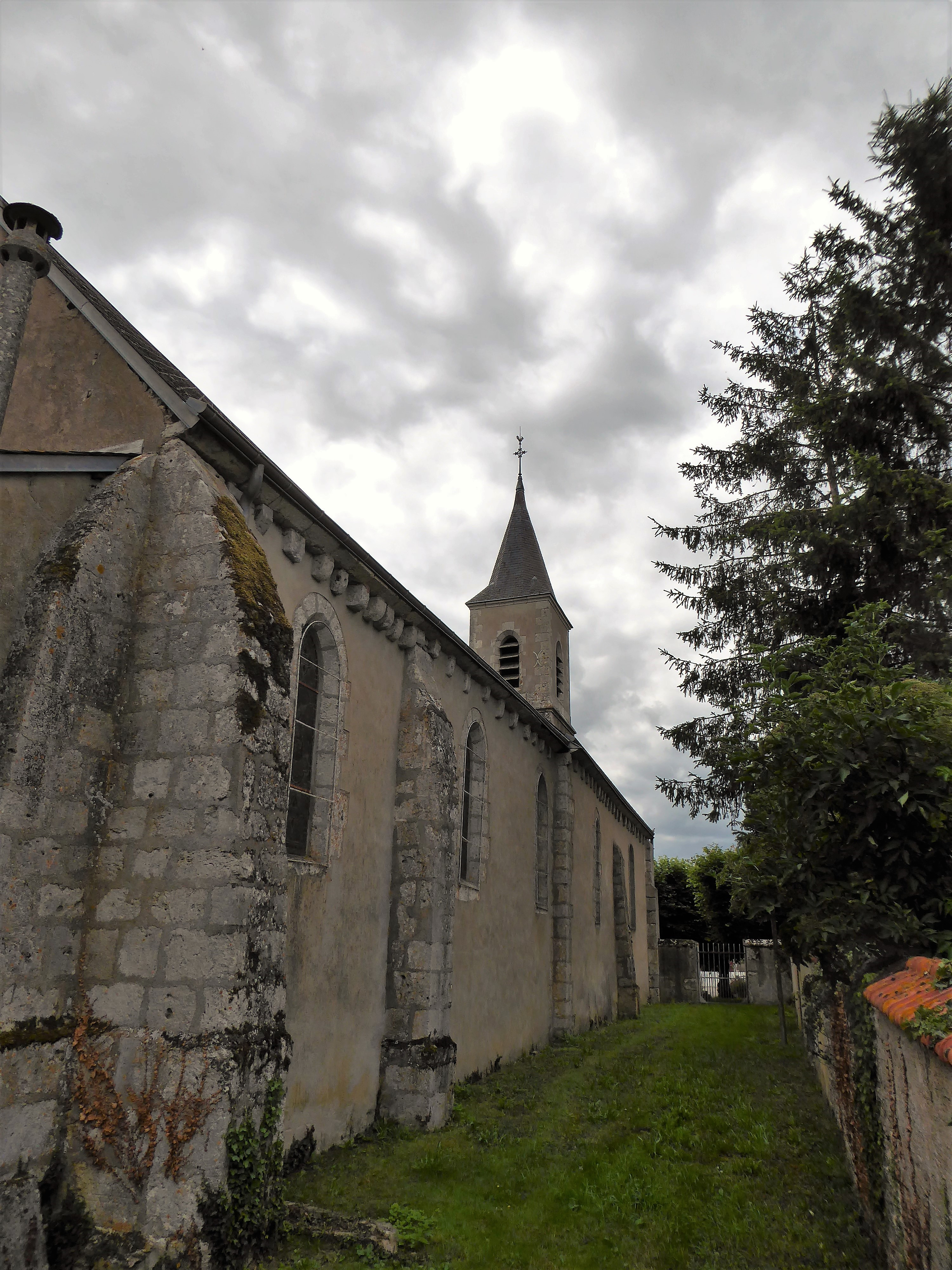
Mur nord.
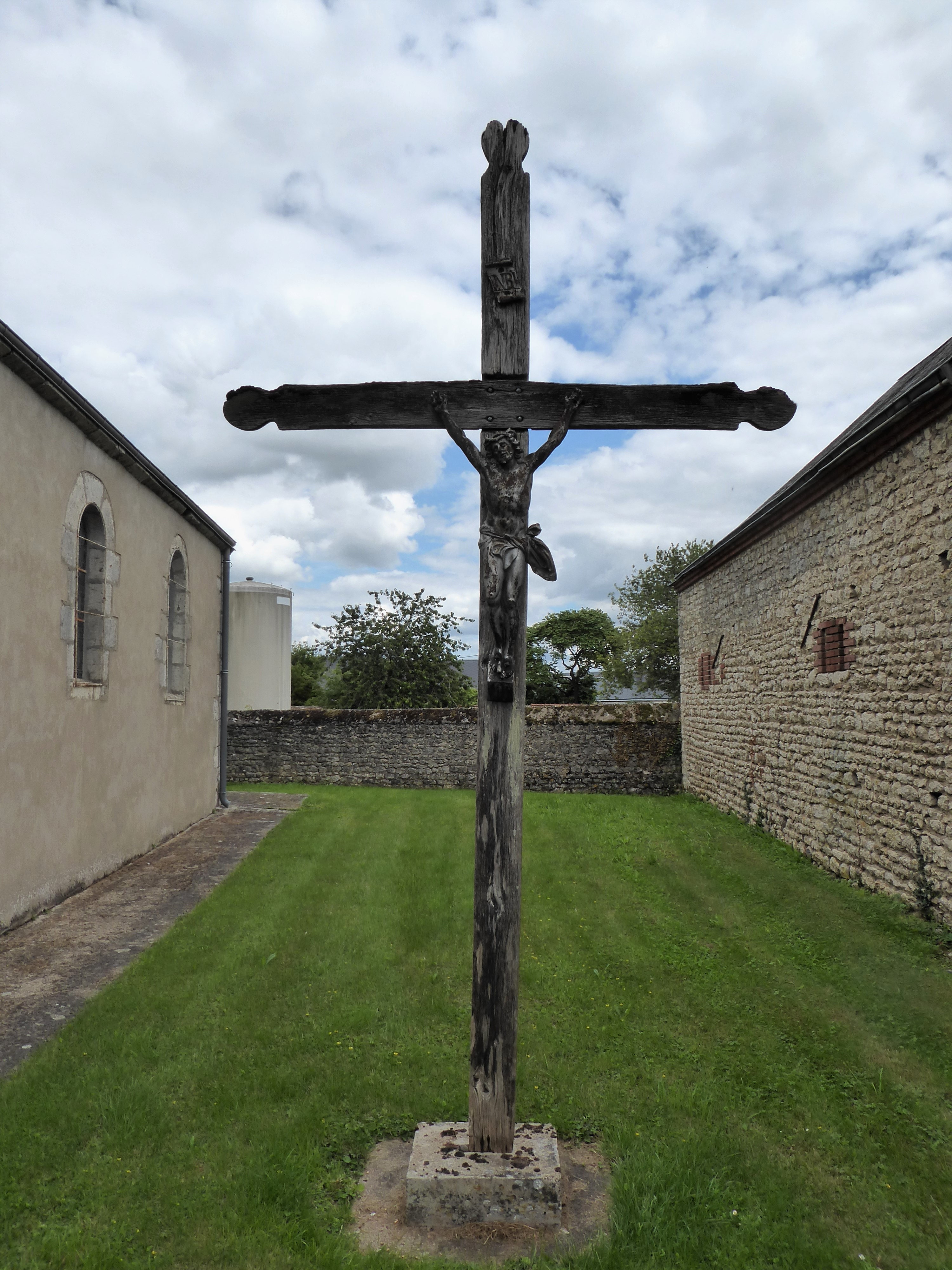
Crucifix dans l'enclos sud.

### Personnalités liées à la commune
- Jacques Gaucheron (1920-2009), poète né à Gaubert

### Héraldique
| Blason de Guillonville | Blason  | Tiercé en pairle renversé : au 1er d'azur à une croix huguenote d'argent, au 2e d'argent à deux clefs de gueules passées en sautoir, au 3e de sinople à trois épis de blé d'or les tiges aboutées en pairle renversé et accostés de deux hérons essorants affrontés d'argent. |
| Blason de Guillonville | Détails | La croix huguenote est pour le temple protestant et les clés sont attributs de saint Pierre, patron de l'église catholique locale. Les épis de blés sont pour l'agriculture et leur disposition rappelle les pales des éoliennes présentes sur le territoire de la commune. Enfin, les hérons sont pour ceux vivant dans la vallée marécageuse de la Conie. Adopté le 11 mai 2023. |